# Mniszków (Opoczno)
Pour les articles homonymes, voir Mniszków.
Mniszków (prononciation [ˈmniʂkuf]) est un village de la gmina de Mniszków, du powiat d'Opoczno, dans la voïvodie de Łódź, situé dans le centre de la Pologne.
Le village est le siège administratif (Chef-lieu) de la gmina appelée gmina de Mniszków.
Il se situe à environ 18 kilomètres à l'ouest d'Opoczno (siège du powiat) et 61 kilomètres au sud-est de Łódź (capitale de la voïvodie).
Sa population s'élevait approximativement à 525 habitants en 2006.

## Administration
De 1975 à 1998, le village était attaché administrativement à l'ancienne voïvodie de Piotrków.

Depuis 1999, il fait partie de la nouvelle voïvodie de Łódź.